# Adrian Drăgănoiu
Adrian Drăgănoiu (* 1970 oder 1971; † 11. März 2021) war ein rumänischer Fußballspieler.

## Sportlicher Werdegang
Drăgănoiu spielte ab den 1980er Jahren für den FC Brașov, für den er Ende der 1980er/Anfang der 1990er Jahre zeitweise in der Divizia A auflief. Später stand er über ein Jahrzehnt für Precizia Săcele in der zweiten und dritten Liga auf dem Feld, dort war er zeitweise auch Mannschaftskapitän. Nach seinem Karriereende kehrte er zum FC Brașov zurück, wo er als Jugendtrainer arbeitete.
2013 wurde bei Drăgănoiu Amyotrophe Lateralsklerose diagnostiziert, im Frühjahr 2021 erlag er im Alter von 50 Jahren der Krankheit.